# チャート式
チャート式（チャートしき）とは、数研出版の出版する学習参考書シリーズである。

## 概要
数学研究社高等予備校（数研出版の前身）の創設者、星野華水が著した「チャート式　幾何学」、「チャート式 代数学」（初版：昭和4年）が発行されて以来、学習参考書の一つとして普及した。なお、チャート式の「チャート」は船舶が航海する際に使用する海図の意味であり、問題を解く際に当参考書が航海における海図と同様の役割を果たす存在たれとして命名した。
現在、中学校・高等学校を対象とした国語、社会、数学、理科、英語の各教科用の参考書が発売されているが、特に高校数学の書籍が普及している。また、チャート式数学の完全な点字訳を筑波技術大学が完成させ、希望者に無料で提供している。
また、「チャート式」は商標登録（第487561号ほか）されている。

## 書籍

### 中学校
2012年以降の学習指導要領に対応したものから、書籍名に「基礎からの○○」と冠した青チャートが登場した。
国語
- チャート式シリーズ 基礎からの 中学国語 漢字とことば（数研出版編集部 編著）

社会
- チャート式シリーズ 基礎からの中学地理（数研出版編集部 編著）
- チャート式シリーズ 基礎からの中学歴史
- チャート式シリーズ 基礎からの中学公民
- チャート式シリーズ 基礎からの中学地理準拠ドリル（数研出版編集部 編著）
- チャート式シリーズ 基礎からの中学歴史準拠ドリル
- チャート式シリーズ 基礎からの中学社会総仕上げ

数学
検定教科書に準拠した「青チャート」シリーズと、検定外教科書「体系数学」シリーズに準拠した「チャート式 体系数学」シリーズが存在する。
- チャート式 基礎からの中1数学（チャート研究所 編著）
- チャート式 基礎からの中2数学
- チャート式 基礎からの中3数学
- チャート式 基礎からの中1数学準拠ドリル（数研出版編集部 編著）
- チャート式 基礎からの中2数学準拠ドリル
- チャート式 基礎からの中3数学準拠ドリル
- チャート式 基礎からの中学数学総仕上げ
- チャート式 ハイレベル中学数学問題集
- チャート式 体系数学1 代数編（中学1,2年生用）（岡部恒治、チャート研究所 共編著）
- チャート式 体系数学1 幾何編（中学1,2年生用）
- チャート式 体系数学2 代数編（中学2,3年生用）
- チャート式 体系数学2 幾何編（中学2,3年生用）

理科
- チャート式シリーズ 基礎からの中1理科（数研出版編集部 編著）
- チャート式シリーズ 基礎からの中2理科
- チャート式シリーズ 基礎からの中3理科
- チャート式シリーズ 基礎からの中1理科準拠ドリル（数研出版編集部 編著）
- チャート式シリーズ 基礎からの中2理科準拠ドリル
- チャート式シリーズ 基礎からの中3理科準拠ドリル
- チャート式シリーズ 基礎からの中学理科総仕上げ

英語
- チャート式シリーズ 基礎からの中1英語（数研出版編集部 編著）
- チャート式シリーズ 基礎からの中2英語
- チャート式シリーズ 基礎からの中3英語
- チャート式シリーズ 基礎からの中1英語準拠ドリル（数研出版編集部 編著）
- チャート式シリーズ 基礎からの中2英語準拠ドリル
- チャート式シリーズ 基礎からの中3英語準拠ドリル
- チャート式シリーズ 基礎からの中学英語総仕上げ

### 高等学校
国語
- チャート式シリーズ 基礎からの古文（今井卓爾 著）
- チャート式シリーズ 解釈力がつく新古文（島田良二 著）
- チャート式シリーズ 基礎からの読解古文（島田良二 著）
- チャート式シリーズ 基礎からの漢文（江連隆 著）
- チャート式シリーズ 基礎学習システム必修現代文（吉田永宏　監修）
- チャート式シリーズ 基礎学習システム必修古文（浜本純逸 監修）
- チャート式シリーズ 基礎学習システム必修漢文（青木五郎　監修）

＜絶版＞
- チャート式シリーズ 現代文（長谷川泉、守隋憲治 共著）
- チャート式シリーズ 古文（今井卓爾 著）
- チャート式シリーズ 漢文（藤堂明保 著）
- チャート式シリーズ 基礎からの現代文（江連隆 著）

社会
- チャート式シリーズ 新世界史（前川貞次郎、堀越孝一 共著）
- チャート式シリーズ 新日本史（門脇禎二 著）
- チャート式シリーズ 新倫理（佐藤正英、片山洋之介 共著）

＜絶版＞
- チャート式シリーズ 新地理
- チャート式シリーズ 新現代社会
- チャート式シリーズ 新政治・経済

数学
2003年以降、学習指導要領対応版からは赤チャートを除き、解答付属タイプ（一般販売向け）と完全別冊タイプ（学校採択品）の2種類が存在する（種類によりISBNも異なる）。2012年の学習指導要領改定に基づき新課程版で内容は変更され、全ての著者名義が「チャート研究所」編著となった他は、シリーズの体系は大きな変更点は無い（数学Cは科目自体が消滅）。2019年以降、それぞれの表紙の配色が異なる8つのシリーズが出版された。
また、各シリーズの著者名義は「チャート研究所」編著であるが、以前は橋本純次、皆川多喜造、高橋陸男、石井吾郎、荒木不二洋、永倉安次郎、中村幸四郎、塹江誠夫、砂田利一、柳川高明、恒岡美和、山口清、小西岳らが執筆した。
なお、旧課程版数学Cの「確率と確率分布」と「統計処理」については『数学C』にのみ収録され、『数学III+C』においては「確率と確率分布」のうちの「確率の計算」のみ収録された。「確率と確率分布」と「統計処理」は指導要領の改定により数学Cから数学Bに移行したが、数学II+B合冊版にもこれらが収録された。

#### 黒チャート
- 医学部入試数学
- 新課程入試対応 数学難問集100

#### 赤チャート
- チャート式数学I
- チャート式数学A
- チャート式数学I＋A
- チャート式数学II
- チャート式数学B
- チャート式数学II＋B
- チャート式数学III
  - 2003年以降の教育課程版は、それまでの青チャートをベースに新たに作成された。
  - 数学I、数学II、数学III（以上、砂田利一 著）、数学A、数学B、数学C（以上、柳川高明 著）の個別版と数学I+A（砂田利一〔I〕、柳川高明〔A〕著）の合冊版が存在した。
  - この課程版からソフトカバーで版型がA5版に変更され、それ以前はハードカバーでサイズも一回り小さいB6版だった。
  - 2012年からの教育課程版から著者名義が他のシリーズと同じ「チャート研究所」編著に変更され、数学II＋Bの合冊版も発行された。

#### 青チャート
- チャート式基礎からの数学I
- チャート式基礎からの数学A
- チャート式基礎からの数学I＋A
- チャート式基礎からの数学II
- チャート式基礎からの数学B
- チャート式基礎からの数学II＋B
- チャート式基礎からの数学III
  - 教科書基本レベルから国公立（東大や京大など、難関大学の文系にも対応）・私立大学理系の上位レベルまで対応。
  - 問題を解き進めるための完成ノート（単元別）も売っている。
  - 初版は1964年から。
  - 数学I、数学II、数学III、数学A、数学Bの個別版と数学I+A、数学II+Bの合冊版がある。なお、合冊版は黄チャート・白チャートは1994年の指導要領改定に合わせ登場したが、青チャートは1998年からの改訂版発行時から登場した。また､ハードカバーからソフトカバーへの変更もこの時であり、本のサイズも現行版と同じA5版サイズに変更された。登場当初〜90年代後半までは旧赤チャート同様に一回り小さいB6版サイズであった。
  - 2003年以降の教育課程版では従来の黄チャートの構成をベースに難易度を上昇した。
  - 2009年から「青チャートワイド版」という姉妹編にあたるシリーズがI+Aから順次発行された。こちらは数学I+A、数学II+B、数学III+Cの合冊版のみ存在していた。学校採択品扱いのため一般用に販売されなかった。青チャートをベースに収録問題や解答解説が吟味され、ページ内デザインが変更されたほか、問題は難易度別の配列ではなく問題の種類別となった
  - 2012年以降の教育課程版は前述の「青チャートワイド版」をベースに刊行する。

#### 黄チャート
- チャート式解法と演習数学I
- チャート式解法と演習数学A
- チャート式解法と演習数学I＋A
- チャート式解法と演習数学II
- チャート式解法と演習数学B
- チャート式解法と演習数学II＋B
- チャート式解法と演習数学III
  - 解答用の完成ノート（単元別）も販売
  - 初版は1982年の指導要領改定時から。当時はソフトカバー・ハードカバーの2種類が存在したが、94年の教育課程版からはソフトカバーのみに統一された。
  - 90年代終盤には｢解法と演習 BEST｣という姉妹編にあたるシリーズ（カバーの色から通称「橙チャート」と称される）が存在した。I+A､II+B､III+Cの各合冊版のみ発行された。レベルは黄チャートと白チャートの間に位置し、出版社の説明では黄チャートのレイアウトを簡潔化させ、解答解説をより丁寧に説明させ収録問題数を精選した。新課程に移行する際に絶版となり以前と同様4シリーズに戻り、現在の黄チャートのベースになる。
  - 数学I、数学II、数学A、数学Bの個別版と数学I+A、数学II+Bの合冊版がある。（旧課程版では数学III、数学Cの分冊版も存在した。）

#### 白チャート
- チャート式基礎と演習数学I
- チャート式基礎と演習数学A
- チャート式基礎と演習数学I＋A
- チャート式基礎と演習数学II
- チャート式基礎と演習数学II＋B
- チャート式基礎と演習数学III
  - 解答用の完成ノート（単元別）が販売
  - 黄チャート同様、登場は1982年の指導要領改定時から。
  - 数学I、数学II、数学Aの個別版と数学I+A、数学II+Bの合冊版がある。（旧課程版では青や黄と同様に数学Bや数学Cの分冊版も存在した。）

#### 緑チャート
- チャート式 大学入学共通テスト対策 数学I+A・II+B

#### スカイチャート
- チャート式シリーズ 絶対に身につけたい　数学I＋Aの基本
- チャート式シリーズ 絶対に身につけたい　数学II＋Bの基本

#### 紫チャート
- チャート式シリーズ 入試必携168 文系対策 数学I・II・A・B
- チャート式シリーズ 入試必携168 理系対策 数学I・II・A・B/III

#### 受験用チャートシリーズ
- チャート式問題集シリーズ 30日完成! 大学入学共通テスト対策 数学IA（チャート研究所 編）
- チャート式問題集シリーズ 30日完成! 大学入学共通テスト対策 数学IIB（チャート研究所 編）
- チャート式大学入試数学テーマ30（チャート研究所 編）
- チャート式解法と演習シリーズ対応SetUp数学演習I・II・A・B基本編
- チャート式基礎からの数学シリーズ対応SetUp数学演習I・II・A・B標準編

＜旧課程版＞
- チャート式シリーズ 入試必携168 文系・センター対策 数学I・II・A・B
- チャート式シリーズ 入試必携168 理系対策 数学I・II・A・B/III・C
- チャート式シリーズ 入試頻出これだけ70 数学I・II・A・B
- チャート式シリーズ 入試頻出これだけ70 数学I・II・A・B/III・C

理科
物理、化学、生物は学習指導要領改定の際に改訂した（2004年以降分冊、2009年に物理、化学は合冊版も刊行した。旧課程では合冊のみ存在した）が、地学のみ1987年に刊行された『改訂新版』一冊を増刷し継続した。なお、『改訂新版 新地学』は2008年に絶版となった。なお、1994年の新課程版からはソフトカバーとなり、それ以前はハードカバーであった。（前述の通り改訂されなかった地学を除く。）
＜新課程版＞
- チャート式シリーズ新物理基礎（都築嘉弘、井上邦雄 著）
- チャート式シリーズ新物理（都築嘉弘、井上邦雄 著）
- チャート式シリーズ新化学基礎（野村祐次郎、辰巳敬、本間善夫 著）
- チャート式シリーズ新化学（野村祐次郎、辰巳敬、本間善夫 著）
- チャート式シリーズ新生物基礎（鈴木孝仁、本川達雄、鷲谷いずみ 著）
- チャート式シリーズ新生物（鈴木孝仁、本川達雄、鷲谷いずみ 著）

＜旧課程版＞
- チャート式シリーズ 新物理I（都築嘉弘著）
- チャート式シリーズ 新物理II（都築嘉弘著）
- チャート式シリーズ 新物理（都築嘉弘著）
- チャート式シリーズ 新化学I（野村祐次郎、辰巳敬、本間善夫共著）
- チャート式シリーズ 新化学II（野村祐次郎、辰巳敬、本間善夫共著）
- チャート式シリーズ 新化学（野村祐次郎、辰巳敬、本間善夫共著）
- チャート式シリーズ 新生物I（鈴木孝仁、本川達雄共著）
- チャート式シリーズ 新生物I 重要用語集
- チャート式シリーズ 新生物II（鈴木孝仁、本川達雄共著）
- チャート式シリーズ 改訂新版 新地学（力武常次、永田豊、小川勇二郎共著）

#### チャート問題集シリーズ
- チャート式問題集シリーズ 30日完成! 大学入学共通テスト対策 物理（数研出版編集部 編）
- チャート式問題集シリーズ 30日完成! 大学入学共通テスト対策 化学基礎（数研出版編集部 編）
- チャート式問題集シリーズ 30日完成! 大学入学共通テスト対策 生物基礎（大森茂樹 著、数研出版編集部 編）

＜旧課程版＞
- チャート式問題集シリーズ 新物理I＋II 要点別問題演習（数研出版編集部 編）
- チャート式問題集シリーズ 新化学I 問題演習（数研出版編集部 編）
- チャート式問題集シリーズ 新化学I・II 要点別問題演習　実戦編（数研出版編集部 編）
- チャート式問題集シリーズ 化学計算問題の徹底整理（数研出版編集部 編）
- チャート式問題集シリーズ 新生物I 問題演習（数研出版編集部 編）
- チャート式問題集シリーズ 新生物I・II 要点別問題演習　実戦編（数研出版編集部 編）

英語
英語は、他の科目と異なり指導要領とは関係なく数年おきに改訂する。また、十数年以上も改訂されていない書籍もある。
- チャート式シリーズ 基礎からの新々総合英語（高橋潔､根岸雅史 共編）
- チャート式シリーズ 基礎からの新総合英語（高橋潔､根岸雅史 共著）
  - 四訂版以降ではハードカバー[店頭販売向け]とソフトカバー[学校採択品]の二種類が存在する。なお、ソフトカバー版では末尾の解答が別冊となる。
- チャート式シリーズ デュアルスコープ総合英語（小寺茂明 監修）
  - 初版は現行より小サイズ（基礎からの新総合英語･数学赤チャートと同様のサイズ）だった。
- チャート式シリーズ ラーナーズ高校英語（田中実　監修）
- チャート式シリーズ 新英文法（小野経男 著）
- チャート式シリーズ 構文中心 新英文解釈（荒木一雄 著）
- チャート式シリーズ 詳解英文解釈法（山内邦臣 著）
- チャート式シリーズ 基礎と演習 英作文（中尾清秋　著）
- チャート式シリーズ 基礎と完成 新英文法（安藤貞雄 著）

＜絶版＞
- チャート式シリーズ 基礎と研究 現代英文法（清水周裕 著）
- チャート式シリーズ 英文法

復刻版
- チャート式幾何学 復刻版（星野華水 著）
- チャート式代数学 復刻版（星野華水 著）
  - 旧制高校受験用のための参考書。現行の学習指導要領から漏れた[5]内容を含んでいる。

大学教養
- チャート式シリーズ 大学教養 微分積分
- チャート式シリーズ 大学教養 線形代数
  - 数研講座シリーズ 大学教養 微分積分と数研講座シリーズ 大学教養 線形代数のための参考書[6]。大学生用のシリーズとして初刊行した。